# هوفر (آلمان)
هوفر (به آلمانی: Höfer) یک منطقهٔ مسکونی در آلمان است که در اشده واقع شده‌است.
 هوفر  ۹۲۲ نفر جمعیت دارد.